# Plectranthias helenae
Plectranthias helenae är en fiskart som beskrevs av Randall, 1980. Plectranthias helenae ingår i släktet Plectranthias och familjen havsabborrfiskar. Inga underarter finns listade i Catalogue of Life.